# MOTi
Timotheus „Timo“ Romme (* 23. März 1987 in Amsterdam, Niederlande), besser bekannt unter seinem Künstlernamen MOTi ist ein niederländischer DJ und Musikproduzent im Bereich des Electro-House’. MOTi startete seine Karriere insbesondere mit der Produktion von Remixen, bis 2012 darunter für Flo Rida, Tiësto und Far East Movement. Durch die Unterstützung von Tiësto gelang ihm 2014 mit der Single This Is Dirty zusammen mit DVBBS der Durchbruch in der EDM-Szene. Zeitgleich landete er mit seiner Kollaboration mit Martin Garrix, Virus (How About Now) auch sein erster kommerzieller Erfolg, der ihm unter anderem einen Einstieg in die niederländischen, sowie auch in die deutschen Single-Charts verbuchte. Mittlerweile absolviert MOTi Welttourneen und trat bisher unter anderem auf dem Amsterdam Dance Event, Creamfields UK, Airbeat One Festival sowie dem Tomorrowland auf.

## Leben
Romme wurde am 23. März geboren 1987 in Amsterdam, Niederlande auf, wo er seine Kindheit verbrachte. Das Interesse für das Mischen entstand, nachdem ihm ein Freund ein paar Schallplatten verkaufte. Nachdem er sich dies selber beibrachte begann er im Alter von 18 Jahren als DJ aufzutreten. Romme studierte parallel Modedesign in Den Haag, bis er im Jahr 2015 erklärte, dass er nach einigen Jahren, die er an der Universität verbrachte, bemerkte, dass er sich lieber auf die Musik konzentrieren möchte, da ihn diese um ein Weites mehr interessierte und er zudem beim Verständnis der Modetrends Probleme hatte. 2005 startete MOTi dann mit dem produzieren, nachdem ihn die Angestellten aus dem Plattenladen fragten, ob er nicht ein paar Teile der Platten zusammenschneiden könne, wobei er sein Interesse in das Produzieren eigener Musik entdeckte. Er begann daraufhin gemeinsam mit seinem Cousin seine Musikkarriere im Bereich des Dirty Dutch.

## Karriere

### 2007–2012:Circuitsund Remixe
MOTis erstes offizielles Release war das Lied Circuits, das eine Zusammenarbeit mit dem ebenfalls niederländischen DJ Quintino darstellt. Veröffentlicht wurde dieses Lied über Afrojacks Plattenlabel „Wall Recordings“ am 16. April 2012. Das Lied erhielt starke Radio-Promotion auf unter anderem Radio 538 in den Niederlanden. Im September 2012 folgte ihre zweite Kollaboration mit dem Titel Kinky Denise, die ebenfalls über Afrojacks Label erschien. bis Ende 2012 erhielt MOTi zudem eine Menge Remixaufträge, so remixte er unter anderem Wild Ones von Flo Rida und Sia sowie Live My Life von Far East Movement und Justin Bieber. Sein Titel Circuits fand zudem Verwendung auf der, 2012 von Tiësto zusammengestellten Dance RED Save Lives Zusammenstellung. Auf Twitter gaben sie daraufhin ihre Zusammenarbeit bekannt.

### 2013: Zusammenarbeit mit Tiësto und „Spinnin’ Records“
Nachdem 2013 auch „Spinnin’ Records“ auf MOTi aufmerksam wurde, signierte er dort einen Vertrag für die Veröffentlichung seines Liedes Krack!. Diese erschien am 8. März 2013 und verzeichnet seine erste Platzierung in den Beatport Top-100. Kurz darauf erschien ein offizieller Remix für Emeli Sandés Erfolgs-Single Next to Me, mit dem er erstmals den Bereich des Progressive-House’ vertritt. Zu Sommerbeginn 2013 gab MOTi seine Zusammenarbeit mit Alvaro bekannt. Ihre Single NaNaNa erschien am 3. Juni 2013 auf „Hysteria Records“ und konnte bis auf Platz 14 der Beatport-Charts vorrücken.[12] Zudem folgte am 25. Juni 2013 seine lang erwartete Kollaboration mit Tiësto. Diese trägt den Titel Back to the Acid und wurde über Tiëstos „Spinnin’“-Sublabel „Musical Freedom“. MOTi erwähnte, dass Tiësto bezüglich des Produzierens ein wirklich gutes Gefühl habe und wisse, was er wolle. Er habe MOTi zudem während der Studioarbeiten an diesem Lied, eine Menge Tricks gezeigt, die das Publikum, welches sich nicht mit dem Produzieren auskennt, weder verstehen, noch hören würde. Er bezeichnet diese Single als ein wichtiges Projekt, um seine Fähigkeiten unter Beweis zu stellen und ein großes Publikum aufzubauen.
MOTi veröffentlichte im Spätsommer 2013 einen Remix des Liedes Hello der Stafford Brothers, der rund zwei Monate auf Platz-1 Beatport Genre-Chart verweilte. Ende 2013 erschienen über „Spinnin’“ die beiden Lieder Dynamite mit Quintino im September 2013 und Heat It Up im November 2013. Dynamite erreichte als erste MOTi-Single die Top-10 auf Beatport. Daraufhin unterzeichnete er bei Tiëstos „Red-Lights-Management“ und trat somit beim Amsterdam Dance Event auf. MOTi gab an, dass er den Gig als einen großen Wendepunkt in seiner Karriere ansehe und er merke, wie viel dieser Auftritt für seine Karriere bedeutet.

### 2014:Virusund Touring
MOTis Track „Don’t Go Lose It“, wurde am 10. Februar 2014 über „Musical Freedom“ veröffentlicht und stellt seine erste Progressive-House-Solo-Veröffentlichung dar. Es folgte eine Kollaboration mit dem gerade ihren Durchbruch feierndem Duo DVBBS. Der Song trägt den Namen This Is Dirty und wurde im April 2014 veröffentlicht. Der Track erreichte Platz-3 der Beatport-Charts und machte seinen Namen in der EDM-Szene bekannt. Insbesondere Tiësto promotete die Big-Room-Single und es folgten mehrere Anfragen auf Kooperationen. Es folgten kurze Zeit später die mittlerweile Dritte Kollaboration mit Quintino unter dem Titel Crash im Juli 2014 sowie Zeus gemeinsam mit Kenneth G im September 2014.
Nachdem er sich bereits 2011 mit Youngstar Martin Garrix anfreundete, begannen sie im Jahr 2014 mit den Arbeiten an einer ersten Collab. MOTi erzählte, dass das Lied auf den ersten Ideen einer Solo-Produktion von ihm basiert. Er zeigte Garrix diese während eines Skype-Telefonats und Martin diese sofort ansprechend fand. Die Melodie des Drops war bereits fertiggestellt und Martin fügte die Leadsound hinzu. Nach den Aufnahmen der Vocals, wurde das Lied von MOTi und Garrix gemeinsam fertiggestellt und im Oktober 2014 wurde der Song über „Spinnin’ Records“ unter dem Titel Virus (How About Now) veröffentlicht. Bereits nach kürzester Zeit erreichte der Song Platz-1 der Beatport-Charts und konnte unter anderem Platz-27 der niederländischen, Platz-34 der belgischen sowie Platz-94 der deutschen Single-Charts erreichen. Als Grund für den Erfolg wird oftmals auch die Beteiligung von „Sony Music Entertainment“ an der Veröffentlichung genannt.
Der Stil, den MOTi mit Virus verkörpert, war prägend für seine folgenden Releases, so wird insbesondere die Nachfolger-Single Lion mit Virus verglichen. Grund dafür ist, dass beide Lieder zur gleichen Zeit entstanden sind. Die Veröffentlichung von Lion (In My Head) fand Ende des Jahres 2014 statt und wurde vor Bekanntgabe des Interpreten als eine Kollaboration zwischen Tiësto und Martin Garrix gehalten, da diese das Lied gemeinsam beim Ultra Music Festival spielten.
Im Sommer 2014 absolvierte MOTi eine Menge Auftritte auf großen EDM-Festivals, beginnend mit Ultra Music Festival in Miami im März 2014, war er im Juli 2014 im Hakkasan Club in Las Vegas, dem EDC Las Vegas, Creamfields UK, Nocturnal Wonderland sowie auf dem Tomorrowland Festival zusehen. MOTi begann im November 2014 mit den Plänen seiner #Lion-Tour. Ziele waren unter anderem verschiedene Städte in Nordamerika, darunter New York und Los Angeles.

### 2015:Spack JarrowundBoom
MOTi startete in das Jahr 2015 mit der Singles Ganja, die in Zusammenarbeit mit dem kanadischen DJ-Duo Dzeko & Torres, die ebenfalls Tiësto als ihren Mentor bezeichnen, entstand. Release fand über „Doorn Records“ statt. Im Februar 2015 veröffentlichten MOTi und  über „Musical Freedom“ ihre zweite gemeinsame Singe, diese trägt den Titel Blow Your Mind und erreichte Platz-1 der Genre-Charts. Blow Your Mind kam jedoch nur mäßig bei den Fans an. Zum einen erfüllte der Stil nicht den Wunsch, der Fans und auch das Niveau wurde sehr bemängelt. Im Mai 2015 erschien Valencia. Diese Single erhielt ein durchweg positives Feedback und wurde als Virus im aggressiveren Electro-House bezeichnet.
Im Spätsommer 2015 wurde die lang erwartete Kollaboration mit dem DJ-Duo W&W veröffentlicht. Der Song trägt den Titel Spack Jarrow und erschien am 24. August 2015. Der Name basiert auf der Figur Jack Sparrow der Filmreihe Fluch der Karibik. Bereits bei der Premiere beim Ultra Music Festival im März 2015 wurde melodiöse Ähnlichkeit zur offiziellen Fluch-der-Karibik-Filmmusik He’s a Pirate festgestellt. Spack Jarrow erreichte Platz-2 der offiziellen Beatport-Charts und war ausschlaggebend dafür, dass MOTi beim Tomorrowland 2015 im Jack-Sparrow-Kostüm auftrat. Nur kurz darauf fand das Release seiner Blasterjaxx-Kollaboration Ghost in die Machine statt. Die Vocals wurden von Jonathan Mendelsohn eingesungen.
Über Diplos Plattenlabel „Mad Decent“ erschien am 20. November 2015 das Lied Boom, welches eine Kollaboration mit Major Lazer, Ty Dolla $ign, Kranium und Wizkid darstellt. Das Lied stellt eine Mischung aus Trap, Hip-Hop und Dancehall dar. Im Frühjahr 2016 erreichte Boom dann letztlich Chartplatzierungen in Deutschland, Frankreich und den USA. Ebenfalls am 20. November 2015 fand die Veröffentlichung des Liedes Lost statt. Dieses stellt eine Zusammenarbeit mit House-Größe Sander van Doorn dar. MOTi premierte den Track beim EDC Vegas 2015. In den DJ-Mag Top-150 erreichte MOTi Platz 117.

### 2016:On the Floor Likeund aktuelle Projekte
In das Jahr 2016 startete MOTi mit dem Lied Turn Me Up. Dieses sollte auf Beatport am 22. Februar 2016 als „VIP-Remix“ erscheinen. Dieser vertritt das Genre Future-House, doch durch einen Fehler wurde die ersten 24 Stunden die Original Version des Liedes angeboten, welche um ein weites ruhiger und langsamer gestaltet ist. Über „Spinnin’“ folgte das Lied On the Floor Like, das in Zusammenarbeit mit den Bassjackers und Joe Ghost entstand. Vor der Veröffentlichung am 25. März 2016 wurde der Track für eine Kollaboration zwischen den Bassjackers und FTampa gehalten. Das Lied ist auf den Bereich des Big-Rooms zurückzuführen und erreichte Platz-6 in den Beatport Top-100.
Nur einen Monat später erschien die zweite Kollaboration zwischen MOTi und den Brüdern von DVBBS. Diese trägt den Titel Switch und ist durch das Genre-Wechsel von DVBBS nicht im Big-Room-Stil gestaltet, sondern enthält Merkmale des Dschungel-Terrors sowie auch des Bass-House’. Mit Platz-23 auf Beatport und nur geringer Promotion auf Live-Sets, konnte Switch nicht an den Erfolg von This Is Dirty anknüpfen.
Mit seinen Remix zu No Money von Galantis griff er den Stil des „VIP-Remix“’ von Turn Me Up wieder auf. Zwei Wochen später veröffentlichte MOTi die Single Louder, mit der er den klassischen Big-Room-Stil vertritt. Die Kritiken waren gemischt. Zum einen wurde Louder als ein großartiger Festival-Kracher bezeichnet, auf den anderen Seite wird fehlende Innovation bemerkt.
Am 26. September 2016 erschien das Lied Disco Weapon, das eine Kollaboration mit dem Newcomer-DJ Maurice West darstellt. Überraschend erfolgte das Release über Tiestos „Musical Freedome“ und nicht auf „Mainstage Music“, auf dem West nahezu ausschließlich veröffentlicht. Der Track ist sehr Bass-House-lastig, was ebenfalls für beide Produzenten untypisch ist. Auf Beatport rückte das Lied bis auf Platz 27 vor. Am 3. Oktober 2016 wurde die mittlerweile zweite Kollaboration mit Kenneth G East West veröffentlicht. Diese erschien über Oliver Heldens „Heldeep“ und ist durch Deep- und Future-House-Stilmittel geprägt.
MOTis letzte Veröffentlichung im Jahr 2016 erschien am 2. Dezember 2016 und wurde von Katt Niall gesungen. Livin’ 4 Ya wurde über Don Diablos „Hexagon“ herausgebracht, was sich durch starke Future-House-Charakterzüge hörbar macht. Auf Beatport erreichte das Lied Platz 33.

### 2017: Omen
Am 10. Februar 2017 erschien ein Remix-Paket zu David Guetta, Robin Schulz und Cheat Codes Erfolgs-Single Shed a Light, zu dem MOTi einen Remix beisteuerte. Auch dieser vertritt den Bereich der Future-House-Musik. Jedoch kurz später kehrte er mit dem Lied Omen in den Bereich des Big-Rooms zurück. Dieses entstand in Zusammenarbeit mit Kenneth G und Olly James. Bereits über zwei Jahre vor Release kursierte das Lied als vermeintliche Kollaboration mit Headhunterz über mehrere Musikplattformen, jedoch war zu diesem Zeitpunkt der Drop weitaus anders gestaltet. Für das Release wurde die Melodie beibehalten und die Synthes neu im Olly-James-Stil reproduziert. Für MOTi ist der Track die erste Veröffentlichung über Hardwells Plattenlabel „Revealed Recordings“, für Kenneth G nach Rampage die zweite.

## Musikstil
MOTi ist in diversen Genres aktiv. Er vertritt insbesondere Electro- und Progressive-House. Seltener ist er im Hip-Hop und Trap zu finden. Als Inspirationen für seine Musik nennt er Künstlern wie Jimi Hendrix, Alter Ego und Derrick May. 2016 erzählte er, dass er mit seinen Club-Produktionen erreichen will, dass seine Hörer eine gute Zeit haben sollen und die Leute zum Feiern anregen sollen. Mit den langsamen und weniger clubtauglichen Liedern möchte er erreichen, dass die Hörer diese Lieder zuhause spielen und er sie dort mitreißen kann.

## Diskografie

### EPs
- 2019: 4 Clubbers Only, Vol. 1
- 2019: Feels Like Love
- 2019: I Don’t Wanna

### Singles
2012:
- Circuits (mit Quintino)
- Kinky Denise (mit Quintino)

2013:
- Krack!
- NaNaNa (mit Alvaro)
- Back to the Acid (mit Tiësto)
- Dynamite (mit Quintino feat. Taylr Renee)
- Heat It Up

2014:
- Don’t Go Lose It
- This Is Dirty (mit DVBBS)
- Crash (mit Tiësto)
- Zeus (mit Kenneth G)
- Virus (How About Now) (mit Martin Garrix)
- Lion (In My Head)
- Ganja (mit Dzeko & Torres)

2015:
- Blow Your Mind (mit Tiësto)
- Valencia
- The House of Now (Tiësto Edit)
- Ghost in the Machine (mit Blasterjaxx feat. Jonathan Mendelsohn)
- Spack Jarrow (mit W&W)
- Boom (vs. Major Lazer feat. Ty Dolla $ign, Kranium & Wizkid)
- Lost (mit Sander van Doorn)

2016:
- Turn Me Up (ViP Mix feat. Nabiha)
- On the Floor Like (mit Bassjackers & Joe Ghost)
- Switch (mit DVBBS)
- Louder
- Legends (X Alpharock)
- East West (mit Kenneth G)
- Disco Weapon (mit Maurice West)
- Livin’ 4 Ya (feat. Katt Niall)

2017:
- Omen (mit Kenneth G & Olly James)
- The Game (feat. Yton)
- Say! (feat. Yton)
- Wired (mit Jay Hardway feat. Babet)

2018:
- Break the House Down (mit Tiësto)
- Just Don’t Know It Yet (feat. BullySongs)
- I See Light In You (feat. Faye Medeson)
- Down Easy (mit Showtek feat. Starley & Wyclef Jean)
- Up All Night (mit R3HAB feat. Fiora)
- Mad Love (mit Vigiland)
- Who We Are (feat. Lovespeake)
- Hooked (mith Sheezan)

2019:
- Friday (mit JGUAR)
- Stay (mit Alida)
- Work
- Worst in Me (mit THRDL!FE & Carla Monroe)
- Like This Like That
- Found Love (mit Terry McLove & Lovespeake)
- Bring It Back
- Beautiful (mit Jetfire & Lovespeake)
- Rabbit Hole (mit Terry McLove)
- Mysterious Girl (mit Rowen Reecks & Nathaniel)
- Side 2 Side (mit Riggi & Piros)
- La verdolaga (mit Rugged & Totó la Momposina)
- Sink Deeper (mit Icona Pop)
- Bangalore (mit Domastic)
- Dangerous
- Feel It Too (mit Danny Fernandes)
- Tequila (mit David Flix)
- Ice (mit Matthew Hill)
- For the Love of Money (mit Michael Ford)
- Front 2 Back (mit Riggi & Piros)
- Be With You (mit GLN & Mark Vox)
- My House (mit LDN Noise)
- I Don’t Wanna (mit Liu feat. Raphaella)
- Was It Love (mit Project M & Lovespeake)
- Hey Hey (mit Cinco Cinco)
- Shoot to Kill (mit Groovenatics & Jon Moodie)
- Instagram DJ (mit Bodyworx)
- In Particular (mit Æmes)
- Spark (feat. Fly By Midnight)
- Tribe (mit Lady Bee & Carla Monroe)
- Dreamers (mit Project M & Lovespeake)
- Home (mit Laeko)
- Sleeptalking
- Down For It (mit Rebecca & Fiona)
- No Work Today (mit Aiaya)
- Feels Like You (mit Robert Falcon)
- All the Love You Got

2020:
- Everything Cool
- Tonight Tonight (mit Kifi)
- Move That Body (mit Bodyworx)
- Lonely Nights (mit Anisa)
- Nothing But Love
- Under Water (mit Kheela)
- Gimme What You Got (mit Bodyworx)
- Always On My Mind (mit Anisa)
- Encore (mit Ture Brute)
- What U Waiting Fo (mit Bodyworx)
- Sing For Me (mit Mary N’Diaye)
- Sweat (mit Bodyworx)
- No Mercy (mit nomerci)
- Push It Right (mit Laura White)
- The Squat Song (mit Bodyworx)
- Say! Say! (mit nomerci)

### Remixe
2012:
- Flo Rida feat. Sia – Wild Ones
- Far East Movement feat. Justin Bieber – Live My Life

2013:
- Stafford Brothers feat. Lil Wayne & Christina Milian – Hello
- Daddy’s Groove & Mindshake – Surrender
- Crystal Fighters – Wave

2014:
- Martin Solveig & Laidback Luke – Blow (mit Quintino)
- Example – Kids Again
- Basement Jaxx – Never Say Never (mit Tiësto)
- Christian Luke & Chris Arnott – Leave a Light On
- Tiësto feat. DBX – Light Years Away (mit Tiësto)

2015:
- Major Lazer & DJ Snake feat. MØ – Lean On (mit Tiësto)
- Matthew Koma – So F**kin’ Romantic
- DVBBS – White Clouds

2016:
- Patrolla vs. Adamski feat. Seal – Killer
- Galantis – No Money
- Tiësto feat. John Legend – Summer Nights
- Quintino & Cheat Codes – Can’t Fight It
- Topic feat. Jake Reese – Find You

2017:
- David Guetta & Robin Schulz feat. Cheat Codes – Shed a Light

2018:
- P!nk – Beautiful Trauma
- Calum Scott – You Are the Reason
- Marshmello & Selena Gomez – Wolves
- Clara Mae – I Forgot
- Echosmith – Over My Head
- SeeB feat. Dagny – Drink About
- Kivah – All You Sexy Ladies
- Cash Cash feat. Abir – Finest Hour
- Elephante feat. Nevve – Otherside
- Fais – Make Me Do
- Vice & Jason Derulo feat. Ava Max – Make Up
- Glatin & Carla Monroe – Apple Juice
- Terry – Alive

2019:
- Domastic – Wait for Me
- Slushii & Sofía Reyes – Never Let You Go
- Robin Schulz feat. Erika Sirola – Speechless
- Bombs Away feat. Reigan – You Gotta Be (mit Terry McLove)
- The Chainsmokers – Kills You Slowly
- Why Don’t We feat. Macklemore – I Don’t Belong in This Club
- Cliq feat. Caitlyn Scarlett, Kida Kudz & Double S – Dance on the Table
- Stanaj – Love Me (mit Terry McLove)
- The Knocks & Kah-Lo – Awa ni
- R3hab & Julie Bergan – Don’t Give Up on Me Now (mit Terry McLove)
- Gryffin & Carly Rae Jepsen – OMG
- Dave Winnel & DLMT – Always Feel Like

2020:
- Galantis & Dolly Parton feat. Mr. Probz – Faith (mit Terry McLove)
- Krewella & Nucleya – Good on You
- Alva Gracia – Your Mistakes
- Fuse ODG feat. Danny Ocean – Lazy Day
- Stadiumx & Sebastian Wibe feat. Mingue – We Are Life
- K-391, Alan Walker & Ahrix – End of Time